# عباس کسایی
عباس کسایی (زاده ۱۳۰۶ تهران – درگذشته آذر ۱۳۶۶) کارگردان، فیلم‌نامه‌نویس، تهیه‌کننده و هنرپیشه اهل ایران بود.

## بازیگر
- ترن (۱۳۶۶)
- گل‌های گیلان (۱۳۴۳)

## کارگردان
- شجاعان ایستاده می‌میرند (۱۳۵۹)
- حرمت رفیق (۱۳۵۶)
- خدا قوت (۱۳۵۶)
- سیاه بخت (۱۳۵۵)
- غرور و تعصب (فیلم ۱۳۵۵) (۱۳۵۵)
- کینه (فیلم ۱۳۵۴) (۱۳۵۴)
- یاور (فیلم) (۱۳۵۳)
- مردها و نامردها (۱۳۵۲)
- نعمت نفتی (۱۳۵۲)
- احمد چوپان (۱۳۵۱)
- قمار زندگی (۱۳۵۱)
- نانجیب (۱۳۵۱)
- علی بی‌غم (۱۳۴۹)
- نامادری (۱۳۴۹)
- سنگ صبور (فیلم ۱۳۴۷) (۱۳۴۷)
- قمارباز (فیلم ۱۳۴۷) (۱۳۴۷)
- فراری (فیلم ۱۳۴۶) (۱۳۴۶)

## نویسنده
- شجاعان ایستاده می‌میرند (۱۳۵۹)
- نعمت نفتی (۱۳۵۲)
- احمد چوپان (۱۳۵۱)
- قمار زندگی (۱۳۵۱)
- نانجیب (۱۳۵۱)
- علی بی‌غم (۱۳۴۹)
- نامادری (۱۳۴۹)
- سنگ صبور (۱۳۴۷)
- قمارباز (۱۳۴۷)
- فراری (۱۳۴۶)
- کلاه نمدی (۱۳۴۵)
- ستاره صحرا (۱۳۴۳)
- طلاق (۱۳۴۲)

## تهیه‌کننده
- فراری (۱۳۴۶)
- ستاره صحرا (۱۳۴۳)
- طلاق (۱۳۴۲)